# Satchurated: Live in Montreal
Albums de Joe Satriani
Black Swans and Wormhole Wizards
(2010) Unstoppable Momentum
(2013)
Satchurated: Live in Montreal est un album live de Joe Satriani enregistré au Métropolis à Montréal en 2010, disponible en double CD, en DVD et en Blu-ray 3D depuis le 24 avril 2012, édité par Epic Records. C'est le premier film de concert à être sorti en 3D et format audio 7.1.

## Titres

### Disque 1
1. Ice 9 - 5:14
2. Hordes of Locusts - 4:54
3. Flying in a Blue Dream - 6:32
4. Light Years Away - 6:26
5. Memories - 8:56
6. War - 6:32
7. Premonition - 4:26
8. Satch Boogie - 4:57
9. Revelation - 7:47
10. Pyrrhic Victoria - 5:15
11. Crystal Planet - 5:42
12. The Mystical Potato Head Groove Thing - 6:51
13. Dream Song - 4:57

### Disque 2
1. God Is Crying - 8:06
2. Andalusia - 6:22
3. Solitude - 0:59
4. Littleworth Lane - 3:47
5. Why - 7:08
6. Wind in the Trees - 9:03
7. Always with Me, Always with You - 3:50
8. Big Bad Moon - 9:07
9. Crowd Chant - 3:44
10. Summer Song - 8:26
11. Two Sides to Every Story - 4:14
12. The Golden Room - 7:19

## Accueil critique
Jason Lymangrover, d'AllMusic, lui donne 3,5 étoiles sur 5.